# Цві Маген
Цві Маген (29 вересня 1945, Чернівці, Українська РСР, СРСР) — ізраїльський дипломат українського походження, Надзвичайний і Повноважний Посол Держави Ізраїль.

## Біографія
Народився 29 вересня 1945 року в українському місті Чернівці.
Закінчив Тель-Авівський університет, Бакалавр гуманітарних наук (1975), Магістр історичних наук (1978)
З 1960 — постійно проживає в Ізраїлі.
З 1970 по 1987 — працював в управлінні розвідки ізраїльського генштабу ЦАХАЛ.
З 1987 по 1993 — урядовець по зв'язкам з євреями в країнах СНД канцелярії Прем'єр-Міністра Ізраїлю.
З 1993 по 1998 — Надзвичайний і Повноважний Посол Держави Ізраїль в Україні.
З 1993 по 1998 — Надзвичайний і Повноважний Посол Держави Ізраїль в Молдові за сумісництвом.
З 1998 по 1999 — Надзвичайний і Повноважний Посол Держави Ізраїль в Росії.
З 1999 по 2006 — керівник організації «Натів»
З 2006 — керівник інституту «Європа-Азія» при Міждисциплінарному центрі в Герцлії.